# Éric Duhaime
Éric Duhaime, né le 15 avril 1969 à Montréal, est un homme politique et animateur de radio québécois. Il est associé à la droite politique et au mouvement autonomiste. 
Depuis le 17 avril 2021, il est le chef du Parti conservateur du Québec.

## Biographie
Né le 15 avril 1969 à Montréal, Éric Duhaime est détenteur d’un baccalauréat en science politique de l’Université de Montréal et d’une maîtrise en administration publique de l’École nationale d’administration publique (ÉNAP). 
Éric Duhaime publie quatre livres. Il publie en janvier 2012 l'essai politique intitulé L'État contre les jeunes : Comment les baby-boomers ont détourné le système (VLB éditeur). Il fait paraître en mars 2013 l'essai politique Libérez-nous des syndicats (Éditions Genex). Il publie en novembre 2014 l'essai politique La SAQ pousse le bouchon (VLB éditeur). 
Le 20 mars 2017, il annonce publiquement son homosexualité durant l'émission de radio Duhaime et Drainville le midi. Il déclare aussi que le combat pour l'égalité des gais et lesbiennes est remporté, et critique les associations de défense des homosexuels, qui ont selon lui « intérêt à créer une industrie de la victime ». Cette annonce précède la sortie de son livre La fin de l'homosexualité et le dernier gay où il estime que les organismes défendant les homosexuels et les femmes devraient recevoir désormais moins de financements publics. D'après Le Devoir, la publication de ce livre a fait « grand bruit »,.
Il quitte les ondes le 3 juillet 2020, après plus de cinq ans passés à la station de radio FM93 à Québec.

### Dans les médias
Il est animateur de Duhaime le midi à CHOI Radio X 91.9 Montréal, de août 2012 à juin 2014. Il participe aux blogues Les analystes et En droite ligne au Journal de Québec et tient une chronique sur Urbania.
Éric Duhaime est animateur/coanimateur, au FM93 de 2015 à 2020:
- Normandeau-Duhaime, avec Nathalie Normandeau de janvier 2015 à mars 2016
- Duhaime le midi, avec Myriam Ségal de mars à juin 2016, puis seul de juin à août 2016
- Duhaime-Drainville le midi, avec Bernard Drainville d'août 2016 à juin 2017
- Duhaime le midi, de juin à août 2017
- Duhaime-Ségal le midi, avec Myriam Ségal de août 2017 à juin 2018
- Le retour d'Éric Duhaime, de août 2018 au 3 juillet 2020

### Carrière politique
Dans les années 1990, il est militant du Parti québécois et du Bloc québécois, puis il s'engage dans l’équipe de Stockwell Day dans le début des années 2000, lors de la course à la chefferie du Parti conservateur du canada.
Il se présente pour la première fois aux élections en 2003, avec l'ADQ, dans la circonscription de Deux-Montagnes, où il termine troisième. Il est attaché politique de ce parti de 2003 à 2005, puis de 2007 à 2008. Il devient ensuite consultant pour la National Democratic Institute for International Affairs (Institut national démocratique pour les affaires internationales, NDI), une ONG américaine, ce qui l'amène au Maroc, puis en Irak,.
En septembre 2010, Duhaime, de retour au Québec, cofonde le Réseau Liberté-Québec, un mouvement d'inspiration libertarienne prônant un renouveau du conservatisme et du nationalisme de la droite au Québec,. Le mouvement, qui présente des similitudes avec le Tea Party américain, prône une limitation de l’État providence, un rôle de l’État amoindri, des budgets équilibrés, des marchés libres et une forte concentration sur les libertés individuelles.
De 2014 à 2021, il est administrateur de l'Institut pour la démocratie au travail (IDT).
Il est le cofondateur de Québec fier, un groupe de pression « anti-libéraux » critique du gouvernement Couillard, financé par l'industrie pétrolière.
Il travaille également pour l'Institut économique de Montréal.
Le 22 novembre 2020, Duhaime annonce qu'il se présente à l'élection de la chefferie du Parti conservateur du Québec pour succéder à Adrien D. Pouliot. Il remporte l'élection avec un peu moins de 96 % des voix, le 17 avril 2021,.
Duhaime perd son élection dans la circonscription provinciale de Chauveau lors des élections générales québécoises de 2022 par plus de 6 400 voix face au député sortant de Chauveau Sylvain Lévesque. Il arrive deuxième dans sa circonscription avec 13 794 votes (31,84 %). Aucun membre de son parti ne parvient non plus à se faire élire malgré une récolte de 12,91 % des suffrages exprimés au total, un résultat décevant qu'il attribue à une « distorsion électorale » causée par le mode de scrutin en place. Au lendemain des élections, fort de ce résultat, il réclame l'obtention de certaines prérogatives normalement réservées aux députés, notamment le droit de tenir des points de presse à l'Assemblée nationale et d'y obtenir un bureau, une idée d'emblée écartée par François Legault. Ses demandes sont définitivement rejetées le 8 décembre 2022 par la nouvelle présidente de l'Assemblée nationale, Nathalie Roy, à laquelle il avait formulé sa requête.
Dans le cadre de son leadership au Parti conservateur du Québec, Éric Duhaime recrute plusieurs figures médiatiques pour renforcer la visibilité de son parti. Parmi elles, l'actrice Anne Casabonne, qui rejoint le parti en janvier 2022 pour se présenter dans l'élection partielle de Marie-Victorin. Sous la direction de Duhaime, elle termine quatrième, avec 1 696 voix, soit 10,41 % des suffrages exprimés, surpassant notamment le Parti libéral du Québec dans cette circonscription,. Ce choix de candidature renforce la stratégie de Duhaime visant à mobiliser des personnalités publiques pour promouvoir le programme conservateur.
Duhaime, pour la première fois depuis les élections générales de 2022, se présente lors d'une élection partielle le 11 août 2025, encore à titre de chef du PCQ, dans la circonscription d'Arthabaska, laissée vacante depuis le départ du caquiste Eric Lefebvre. Il est battu par le candidat péquiste Alex Boissonneault par plus de 4 000 voix.

## Résultats électoraux
|                                                                                             | Nom                | Parti              | Nombre de voix | %      | Maj.  |
| ------------------------------------------------------------------------------------------- | ------------------ | ------------------ | -------------- | ------ | ----- |
|                                                                                             | Alex Boissonneault | Parti québécois    | 17 327         | 46,4 % | 4 246 |
|                                                                                             | Éric Duhaime       | Conservateur       | 13 081         | 35 %   | -     |
|                                                                                             | Chantale Marchand  | Libéral            | 3 481          | 9,3 %  | -     |
|                                                                                             | Keven Brasseur     | Coalition avenir   | 2 693          | 7,2 %  | -     |
|                                                                                             | Pascale Fortin     | Québec solidaire   | 548            | 1,5 %  | -     |
|                                                                                             | Trystan Martel     | Climat Québec      | 96             | 0,3 %  | -     |
|                                                                                             | Eric Simard        | Union nationale    | 55             | 0,1 %  | -     |
|                                                                                             | Louis Chandonnet   | Équipe autonomiste | 31             | 0,1 %  | -     |
|                                                                                             | Denis Gagné        | Indépendant        | 29             | 0,1 %  | -     |
|                                                                                             | Arpad Nagy         | Indépendant        | 24             | 0,1 %  | -     |
| Total                                                                                       | Total              | Total              | 37 365         | 100 %  |       |
| Le taux de participation lors de l'élection était de 60 % et 398 bulletins ont été rejetés. |                    |                    |                |        |       |

|                                                                                               | Nom                        | Parti              | Nombre de voix | %      | Maj.  |
| --------------------------------------------------------------------------------------------- | -------------------------- | ------------------ | -------------- | ------ | ----- |
|                                                                                               | Sylvain Lévesque (sortant) | Coalition avenir   | 20 292         | 46,8 % | 6 498 |
|                                                                                               | Éric Duhaime               | Conservateur       | 13 794         | 31,8 % | -     |
|                                                                                               | Jimena Ruiz Aragon         | Québec solidaire   | 3 816          | 8,8 %  | -     |
|                                                                                               | Charles-Hubert Riverin     | Parti québécois    | 3 307          | 7,6 %  | -     |
|                                                                                               | Igor Pivovar               | Libéral            | 1 651          | 3,8 %  | -     |
|                                                                                               | Renaud Blais               | Parti nul          | 213            | 0,5 %  | -     |
|                                                                                               | Christine Lepage           | Climat Québec      | 201            | 0,5 %  | -     |
|                                                                                               | Nicolas Bouffard-Savoie    | Équipe autonomiste | 44             | 0,1 %  | -     |
| Total                                                                                         | Total                      | Total              | 43 318         | 100 %  |       |
| Le taux de participation lors de l'élection était de 75,7 % et 619 bulletins ont été rejetés. |                            |                    |                |        |       |

|                                                                                               | Nom                      | Parti               | Nombre de voix | %      | Maj. |
| --------------------------------------------------------------------------------------------- | ------------------------ | ------------------- | -------------- | ------ | ---- |
|                                                                                               | Hélène Robert (sortante) | Parti québécois     | 12 432         | 39 %   | 333  |
|                                                                                               | Marc Lauzon              | Libéral             | 12 099         | 38 %   | -    |
|                                                                                               | Éric Duhaime             | Action démocratique | 6 907          | 21,7 % | -    |
|                                                                                               | Julien Demers            | UFP                 | 408            | 1,3 %  | -    |
| Total                                                                                         | Total                    | Total               | 31 846         | 100 %  |      |
| Le taux de participation lors de l'élection était de 74,4 % et 557 bulletins ont été rejetés. |                          |                     |                |        |      |

## Idéologie
Éric Duhaime est en faveur de l'exploitation des hydrocarbures sur le territoire québécois afin de financer des mesures de transition énergétique, comme l’électrification des transports. Il est en faveur de la décentralisation du système de santé au Québec afin d'augmenter la contribution des soins privés.
Selon lui, la question de l'identité de genre ne devrait pas être abordée dans les écoles, car cela risquerait de rendre certains enfants confus et d'en pousser vers la transition de genre. La question du genre étant selon lui de nature idéologique, il doit revenir aux parents de décider de la façon d'aborder le sujet avec leurs enfants. Dans le même ordre d'idées, il a dénoncé la lecture de contes aux enfants par des drag queens et l'utilisation du titre Mx par une enseignante de Richelieu.
Ces positions soulèvent une certaine controverse, notamment en raison de son propre statut d'homme ouvertement homosexuel. Dans son livre La Fin de l'homosexualité et le dernier gay, Éric Duhaime affirme que « le combat pour les droits des gays au Québec a été gagné » et critique le « lobby gay » qu'il estime désuet. Ses déclarations sur l'identité de genre et l’éducation des enfants semblent paradoxales aux yeux de nombreux observateurs, qui s'étonnent qu'un homme ayant publiquement défendu l'importance de la diversité et du dialogue puisse adopter des positions perçues comme restreignant l'expression des identités. Certains militants LGBTQ+ jugent ces prises de position non représentatives des luttes toujours en cours contre l'intolérance et l'isolement.
Depuis sa première intervention politique en 1993, il milite pour l'équité entre les générations. D'ailleurs, son premier livre s'intitule: L'État contre les jeunes (2012). 
Il propose de réduire les taxes et les impôts pour alléger le fardeau fiscal des contribuables. Il souhaite simplifier les démarches administratives pour accélérer la construction de nouveaux logements, afin de permettre à un plus grand nombre de Québécois de devenir propriétaires. Il plaide pour la réduction des subventions aux multinationales afin de favoriser les PME. Il voit la saine concurrence comme un levier pour améliorer l’accès au système de santé, en additionnant la contribution du système privé. Il propose d’exploiter les ressources naturelles du Québec pour augmenter les revenus de l'État.
Sur la question nationale au Québec, Éric Duhaime défend l'autonomisme, une doctrine politique selon laquelle le Québec devrait renforcer son autonomie en exerçant pleinement ses pouvoirs et en s'opposant aux ingérences d'Ottawa. Il prône la formation d'alliances avec d'autres provinces canadiennes afin d'établir un rapport de force, sans toutefois envisager la séparation du Canada. Duhaime a d'ailleurs proposé une Loi sur l'Autonomie du Québec au sein de la Confédération canadienne, visant à ancrer légalement cette vision.

## Controverses et polémiques

### Québec solidaire - Amir Khadir
En juin 2011, Duhaime et l'animateur Mario Dumont reçoivent un blâme du Conseil de presse du Québec pour des propos inexacts tenus le 16 décembre 2010 dans le cadre de l'émission quotidienne Dumont 360. Duhaime et Dumont avaient alors faussement affirmé que le député Khadir était un partisan de la thèse du complot relativement aux attentats du 11 septembre 2001.

### Communauté noire
En janvier 2014, Éric Duhaime, dans son émission de Radio X Montréal, Duhaime le midi, fait valoir que « la communauté noire a peu de représentants dont elle peut être fière », affirmant notamment : « Je trouve ça plate parce que les Noirs ont eu peu de héros. Malheureusement, j'ai l'impression que quand ils ont des héros, ça finit souvent que c'est des zéros » et citant plusieurs personnalités noires pour étayer son propos (Georges Laraque, Adonis Stevenson et Barack Obama). Ses propos sont critiqués par plusieurs acteurs de la société québécoise, dont le chanteur Karim Ouellet.

### Commentaires sur les agressions sexuelles
À la suite du rassemblement à l'Université Laval contre les agressions sexuelles du 19 octobre 2016, l'animateur de radio Éric Duhaime, lors de l'émission du 20 octobre 2016 de Duhaime-Drainville le midi à la station de radio FM93, est revenu sur des propos qu’avait tenus une jeune femme lors de ce rassemblement. Dans l'extrait présenté, on entend une femme expliquer que, pour elle, la culture du viol c’est faire porter la responsabilité du viol à une femme qui n'aurait pas « barré sa porte ». Elle faisait référence aux intrusions par effraction qui sont survenues à l'Université Laval lors de ces agressions. Après avoir passé l’extrait, Éric Duhaime a comparé une agression sexuelle à un vol d’auto, soutenant que le propriétaire du véhicule est tenu responsable du vol par son assureur s'il n'a pas verrouillé ses portes.

« C’est parce que, à ce que je sache, si une fille pense que tu la regardes comme un morceau de viande, c’est un viol, donc est-ce qu’on peut violer quelqu’un avec nos yeux ? Est-ce que le fait de dire que l’on devrait barrer nos portes c’est l’équivalent de supporter (sic) le viol ? (…) Laisse tes clés dans ta voiture, laisse ta porte débarrée, fais-toi voler ta voiture pis parle à ton assureur pour voir comment qu’il va réagir, pis y’a rien à voir dans culture du viol. Pis y va t’dire : « regarde mon homme, t’as une responsabilité. Le criminel qui t’a volé ton char va être aussi coupable. Pis y va aller en dedans, pis y’avait pas d'affaire à voler ton char, mais toi, parce que t’as pas barré ta porte, il va quand même te sanctionner,. »

Plusieurs personnes ont réagi aux propos d'Éric Duhaime: Patrick Lagacé du journal La Presse; l’équipe du magazine Urbania répond à Éric Duhaime le lendemain de ses déclarations sur leur page Facebook avec une photo où ils présentent des doigts d’honneur et le commentaire suivant : « Hier, Éric Duhaime a comparé un viol à un vol d'auto, le tout en revendiquant l'importance d'apporter des nuances dans le discours sur la culture du viol, ce à quoi on aimerait répondre: « Fuck tes nuances, Éric » ». La publication obtient plus de 2 500 mentions « j’aime » et 500 partages en moins de quatre heures.
Le 24 octobre suivant, Éric Duhaime fait une mise au point sur ses propos.

« Contrairement à ce que certains ont affirmé, jamais je n’ai comparé la culture du viol à un vol de char, ça va à l’encontre de mes valeurs et celle de mon employeur. Comme communicateur, je suis cependant très responsable pis ma responsabilité, c’est d’être bien compris. Je l’assume pleinement. Je m’en excuse à celles et à ceux que ça peut déranger »

En mars 2017, il déclare : « Pour moi, il n'y a pas de culture du viol au Québec. C'est une création des militants. Ça voudrait dire que le viol fait partie de notre culture en tant que Québécois. Je m'excuse, mais les Québécois qui nous écoutent ne sont pas tous des violeurs potentiels ».

### Islamophobie
Le 20 juin 2016 au FM93, Éric Duhaime commente l'actualité. La veille, une tête de porc ensanglantée est retrouvée à l'entrée de la mosquée de Sainte-Foy. Son commentaire tourne l'acte haineux en dérision: « Geste haineux, islamophobie. On se calme le pompon ! […] C’est écrit où dans le Code criminel que j’ai pas le droit de donner une tête de cochon ? C’est peut-être une joke niaiseuse […] C’est un peu ridicule […] En quoi c’est de la haine ? ». Un attentat a lieu au début de l'année suivante à cette mosquée.
En octobre 2018, il sème la controverse en commentant le cas d'une enseignante suppléante de la Rive-Sud de Montréal qui avait été congédiée pour, parmi d'autres écrits controversés, avoir qualifié l'auteur de la tuerie de la mosquée de Québec de prisonnier politique. Il la défend en affirmant que cette qualification est juste puisque le crime avait une motivation politique. Il réitère cet argument la semaine suivante, précisant que cela n'enlevait rien selon lui à la gravité de l'acte.

### Droit de vote, à la santé et à l'éducation
Le 9 mai 2017 au FM93 en compagnie de Bernard Drainville, Éric Duhaime affirme que le droit de vote devrait être modulé en fonction du revenu des personnes. "Si tu paies pas une cenne et tu ne fais que recevoir, bien tu fermes ta gueule, et tu n’as pas le droit de vote", dit-il alors. Il ajoute aussi que la santé et l'éducation ne sont pas des droits mais plutôt des privilèges. Questionné à ce sujet à l'émission Tout le monde en parle en 2021, Éric Duhaime réplique qu'il voulait « alimenter une tribune téléphonique ».

### Covid-19
Lors de la pandémie de Covid-19, Duhaime organise avec Josée Turmel, ancienne chef d'antenne de TQS, une manifestation contre les masques à l'école à Québec, à laquelle participent près de 2 000 personnes.
En août 2021, il est expulsé d'une commission parlementaire à la suite d'une entente entre les autres partis pour limiter le nombre de personnes présentes, en raison de la pandémie de Covid-19. Il exprime par la suite son indignation aux médias.

### Attachées politiques
En 2021, sur les ondes de CHOI Radio X, Éric Duhaime tient les propos suivants sur les attachées politiques féminines: « Sont toutes "laites", Jeff, oublie ça », en réponse à l'animateur Jeff Fillion. Ces propos suscitent une réponse de François Legault, premier ministre du Québec au moment des faits, celui-ci qualifie ces propos de disgracieux.